# Bus d'Acier
Le Bus d’Acier, créé et organisé par Sylvie Jouffa, aussi appelé le Grand Prix du rock français, est une récompense musicale attribuée de 1981 à 1996, parrainée par la discothèque parisienne le Bus Palladium et sponsorisée par la Sacem.
Il était décerné, lors d'un déjeuner en présence d'un huissier de justice, à l’issue du vote d’un jury composé d'une trentaine de journalistes spécialisés et de représentants des médias audiovisuels. Le soir même, après avoir reçu devant la presse, les radios et télés, le trophée (une statuette représentant un bus anglais traversant une guitare électrique), l'heureux lauréat participait à un "bœuf" devant le Tout-Showbiz rock sur la scène du Bus Palladium en compagnie de la plupart des chanteurs et groupes nommés.

## Quelques lauréats
- 1981 : Alain Bashung pour le titre Gaby oh Gaby. Le trophée définitif n'ayant pas été terminé à temps, les photos de Bashung le montre tenant entre ses mains un bus britannique à deux niveaux acheté dans un magasin de jouets londonien et repeint en argenté.
- 1982 : CharlÉlie Couture pour l'album Poèmes Rock.
- 1983 : Indochine pour le titre L'Aventurier.
- 1984 : Lizzy Mercier Descloux pour le titre Mais où sont passées les gazelles, enregistré en Afrique du sud.
- 1985 : Étienne Daho.
- 1986 : Stephan Eicher pour l'album I Tell This Night.
- 1987 : Carte de Séjour. La statuette du Bus d'acier ayant été dérobée par Gogol Premier, pendant le déjeuner du vote du jury de journalistes, l'artiste médiatique la rendit le soir à « Carte de crédit » sur le podium du Bus Palladium, sous les yeux ébahis de l'ancien ministre de la Culture Jack Lang qui était invité pour la remettre officiellement[réf. nécessaire]. Les médias s'emparèrent de cette affaire et le Bus d'acier devint un événement culturel national.
- 1988 : Bérurier Noir. Les deux leaders du groupe refusèrent le prix en adressant un doigt d'honneur au jury. Cependant, dans un état d'ébriété avancé, les musiciens subtilisèrent la statuette qui fut, finalement, oubliée dans la boîte à gants du camion du groupe. Les organisateurs et une partie de la "presse rock", échaudés par le scandale, laissèrent entendre que le groupe avait finalement accepté la récompense. C'est d'ailleurs ce qu'on voit sur les photos prises par Jean-Louis Rancurel : le trophée remis aux artistes sur le podium de la discothèque.
- 1989 : Noir Désir pour l'album Veuillez rendre l'âme (à qui elle appartient) et le titre Aux sombres héros de l'amer.
- 1990 : Mano Negra pour l'album Puta's Fever.
- Et, la même année 1990, Rita Mitsouko reçut le « Bus d'acier de la décennie » pour l'ensemble de son œuvre.
- 1991 : Paul Personne pour l'album La route de la chance.
- 1992 : Les Innocents pour l'album Fous à lier.
- 1993 : FFF pour l'album Free For Fever. Cette année-là, la RATP sponsorisait le trophée et les musiciens furent photographiés dans un vieil autobus garé devant la discothèque.
- 1996 : Kat Onoma, meilleur groupe rock de l'année.